# Ciemno (Tuchomie)
Ciemno (deutsch Zemmen) ist ein Dorf der Gemeinde Tuchomie (Groß Tuchen) im Powiat Bytowski (Bütower Kreis) in der polnischen Woiwodschaft Pommern.

## Geographische Lage
Das Dorf liegt in einer hügeligen Landschaft im östlichen Hinterpommern, etwa 14 Kilometer südwestlich von Bütow.

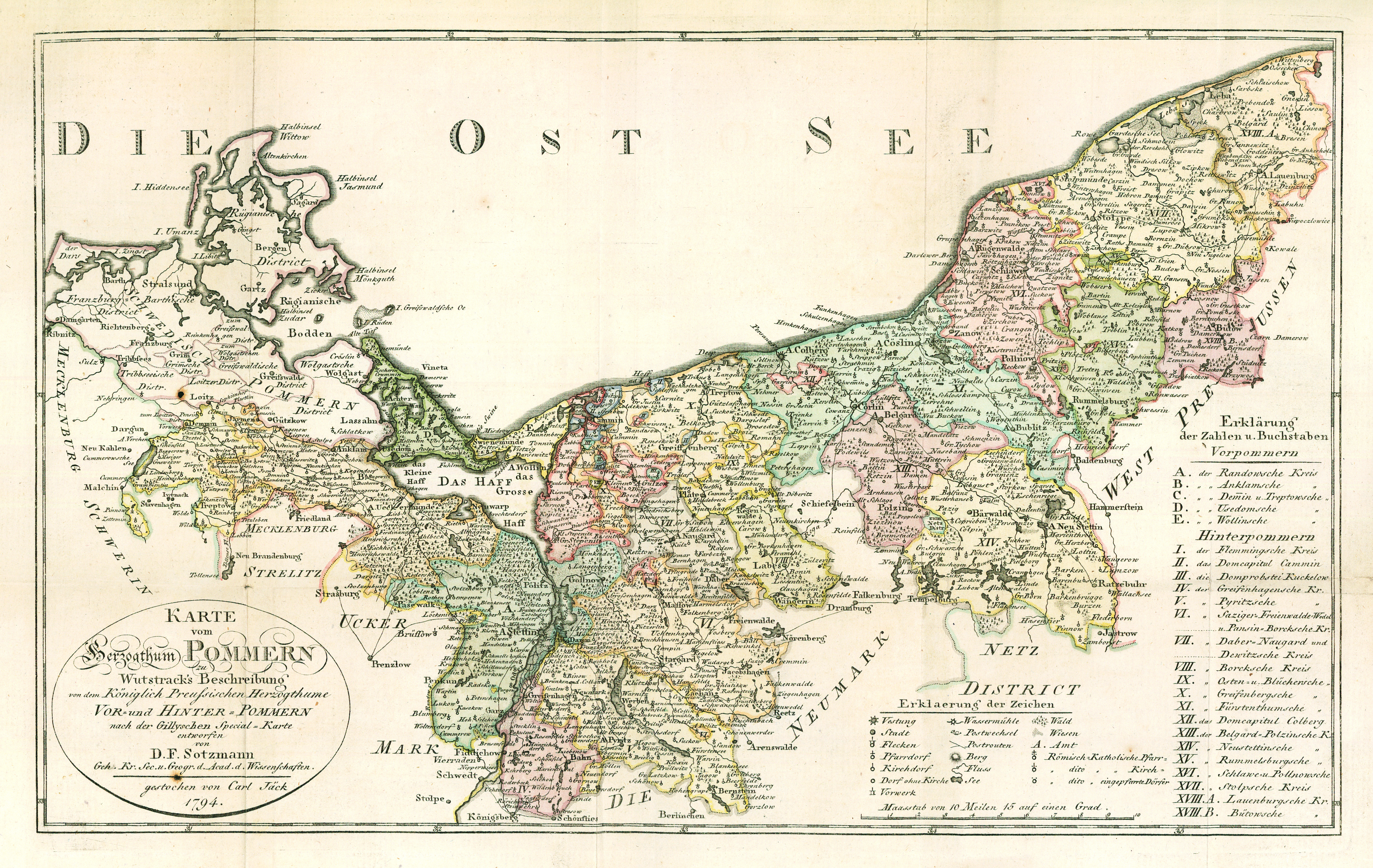
Zemmen, östlich von Köslin (Cöslin, rechte Bildhälfte) und Pollnow sowie südwestlich von Bütow und nordöstlich von Rummelsburg, auf einer Landkarte von 1794

## Geschichte

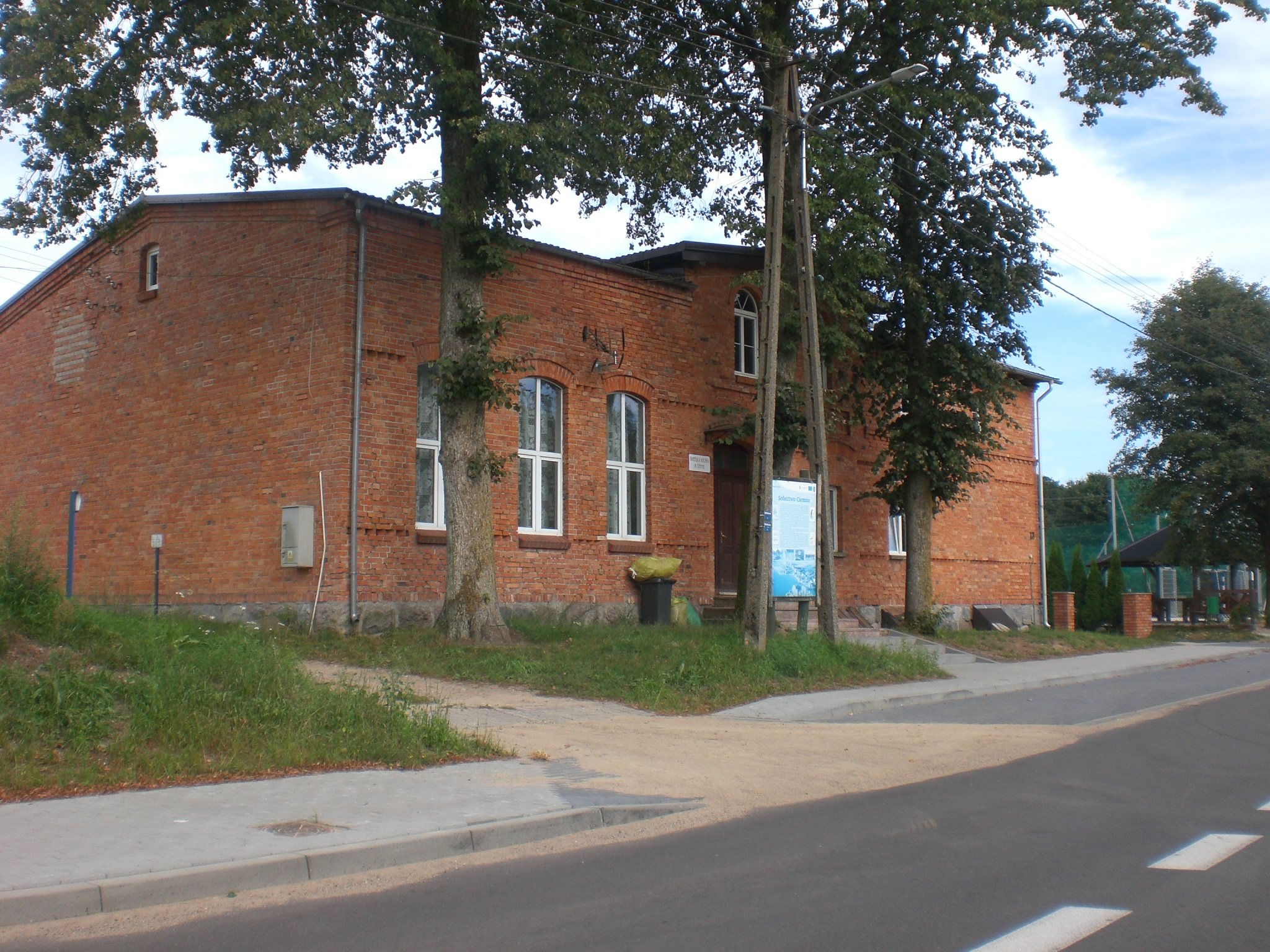
Dorfstraße mit Backstein-Altbau (2018)

Laut Urkunde vom Jahre 1345 vergab der Ritter von Tuchen (miles de Tuchom) „auf seinem Schlosse die im äußersten Süden belegene Feldmark Zemno (Zemmen) mit 44 Hufen mit den hohen und niederen Gerichten (iudico tam infimo quam supremo), mit allen Nutzbarkeiten, Fichthaynen, Wäldern und Weiden und den von dem Polesnitze-Bache bespülten Wiesen seinem treuen Diener Wislaus erb- und eigenthümlich gegen die Verpflichtung, ihm mit einem Pferde im Werthe von 7 Mark slavischer Münze zu dienen.“ Laut Visitations-Rezess von 1437 leistete die Ortschaft dem Deutschen Orden einen Kriegsreiterdienst für 50 Hufen.
Zemmen war seitdem über Jahrhunderte Sitz verschiedener kaschubischer Adelsfamilien, wie beispielsweise der Familie Jutrzenka (Morgenstern). Der Beiname der seit 1603 hier ansässigen Familie Schmude Ciemiński bezieht sich unmittelbar auf den Ortsnamen.
Um 1780 hatte die adlige Ortschaft Zemmen sieben kleine Vorwerke, eine Wassermühle und 26 Feuerstellen (Haushaltungen).
Um 1855 bestand die Ortschaft Zemmen aus 14 Anteilen (Anteile A – O).
Der adlige Gutsanteil Zemmen M wurde im Jahre 1855 von Ferdinand von Spiczak Brzeziński (1824–1880, Mitglied der Pommerschen Ritterschaft) erworben. Der Edelhof war vorher u. a. in Besitz des Carl Friedrich von Fischer († 1856), Sohn des Jacob Friedrich von Fischer und der Antonie Eleonora von dem Borne († 1797), sowie des Hauptmanns Franz von Wnuck. 1884 wird Carl von Wnuck als Besitzer des Guts Zemmen genannt und 1892 ein Hauptmann von Wnuck mit Wohnsitz in Borntuchen.
Anfang der 1930er Jahre hatte die Landgemeinde Zemmen eine Flächengröße von 9,4 km². Innerhalb der Gemeindegrenzen, wo Zemmen die einzige Wohnstätte war, standen 50 bewohnte Wohnhäuser.
Um 1935 hatte Zemmen einen Gemischtwarenladen, eine Mühle, eine Schmiede und eine Stellmacherei. Im Jahr 1933 wurden 321 Einwohner gezählt und 319 im Jahr 1939.
Bis 1945 bildete Zemmen eine Landgemeinde im Landkreis Bütow im Regierungsbezirk Köslin der preußischen Provinz Pommern des Deutschen Reichs. Die Gemeinde Zemmen war dem Amtsbezirk Groß Tuchen zugeordnet.
Vor Ende des Zweiten Weltkriegs wurde Zemmen Anfang März 1945 von der Roten Armee besetzt. Bald darauf wurde Zemmen zusammen mit ganz Hinterpommern von der Sowjetunion der Volksrepublik Polen zur Verwaltung überlassen. Danach kamen Polen in das Dorf, die die einheimischen Dorfbewohner aus ihren Häusern und Wohnungen drängten. Für Zemmen wurde die polonisierte Ortsbezeichnung ‚Ciemno‘ eingeführt. In der Folgezeit wurden die allermeisten einheimischen Dorfbewohner von der polnischen Administration aus Zemmen vertrieben.

## Kirche

### Kirchspiel bis 1945
Die vor 1945 in Zemmen lebenden Einwohner gehörten mehrheitlich der evangelischen Konfession an. Im Jahr 1925 befanden sich unter den 355 Einwohnern 238 Protestanten und 110 Katholiken. Die evangelischen Einwohner von Zemmen gehörten zum evangelischen Kirchspiel Groß Tuchen.
Für die Katholiken in Zemmen war das katholische Kirchspiel Groß Tuchen zuständig.

### Polnisches Kirchspiel seit 1945
Die seit 1945 und Vertreibung der einheimischen Dorfbewohner anwesende polnische Einwohnerschaft ist mit wenigen Ausnahmen katholisch.

## Söhne und Töchter Zemmens
- Karl Wilhelm von Wnuck (1788–1863), preußischer Generalmajor, ⚭ Luise von Heydebreck (1803–1858)